# Държавно устройство на Черна гора
Черна гора е парламентарна република.

## Изпълнителна власт
Правителството на Черна гора (Влада републике Црне Горе) се състои от министър-председател, вицепремиер и министри.

### Президент
Президента на Черна гора се избира за 5-годишен мандат след преки тайни избори. Правомощията на президента са:
1. да представлява страната в чужбина;
2. да обнародва закони чрез укази;
3. да свиква избори за парламент;
4. да предлага за одобрение на парламента кандидата за министър-председател и назначаването на председателя и съдиите в Конституционния съд;
5. да предлага на парламента свикването на референдум.
6. да дава амнистия;
7. да удостоява с държавни ордени и награди;
8. да изпълнява всички останали задължения, предвидени в конституцията на страната.

Президентът на Черна гора е и член на Върховния съвет за сигурност.

## Законодателна власт

### Парламент
Парламентът на Черна гора (Скупштина Републике Црне Горе) е законодателният орган в страната. Той приема всички закони, ратифицира международни споразумения, назначава министър-председателя, министрите от кабинета, както и съдиите във всички съдилища. Също така одобрява бюджета на страната и изпълнява други задължения, определени му според конституцията. Парламентът на Черна гора може да гласува вот на недоверие, и с мнозинство на гласовете да свали правителството. На 6000 души се избира 1 депутат (представител), което води до промяна на общия брой на депутатите в народното събрание на Черна гора (настоящето народно събрание се състои от 78 представители, за разлика от предишното, което се състоеше от 71). Настоящият председател на парламента е Ранко Кривокапич.